# Eleccions regionals italianes de 1995
Les eleccions per a renovar els Consells regionals de les Regions d'Itàlia se celebraren el 23 d'abril de 1995.

## Resultats
| Regió          | Candidats                       | Candidats                          | Candidats                  | Candidats | President sortint                        |
| Regió          | L'Ulivo                         | Pol per les Llibertats             | Pannella-Riformatori       | Altres | President sortint                        |
| -------------- | ------------------------------- | ---------------------------------- | -------------------------- | --- | ---------------------------------------- |
| Abruços        | Antonio Falconio (48,2%)        | Piergiorgio Landini (47,2%)        | Riccardo Chiavaroli (2,1%) | Nicola Mario Cucullo (Mov. Soc. Tricolore) (2,5%) | Vincenzo Del Colle                       |
| Basilicata     | Angelo Raffaele Dinardo (54,8%) | Gianpiero Perri (36,6%)            | Giannino Cusano (0,9%)     | Leonardo Giordano (Mov. Soc. Tricolore) (1,3%) Pietro Vespero Francesco Simonetti (Rifondazione Comunista) (6,4%)                                                                               | Antonio Boccia                           |
| Calàbria       | Donato Tommaso Veraldi (38,0%)  | Giuseppe Domenico Nisticò (44,2%)  | Anna Maria Merlini (0,8%)  | Salvatore Gerardo Giuseppe Paolillo (Mov. Soc. Tricolore) (1,4%) Pasquini Crupi (Rifondazione Comunista) (9,6%) Roberto Cangiamila (PRI) (3,2%) Carlo Nicola Colella (Socialdemocratici) (2,8%) | Donato Veraldi                           |
| Campània       | Giovanni Vacca (39,3%)          | Antonio Rastrelli (47,9%)          | Domenico Pinto (1,6%)      | Giuseppe Umberto Rauti (Mov. Soc. Tricolore) (1,6%) Gennaro Nardi (Lliga Itàlia Federal) (0,4%) Giovanni Grasso (Popolari) (8,1%) Antonio D'Acunto (Verds) (1,1%)                               | Giovanni Grasso                          |
| Emília-Romanya | Pierluigi Bersani (53,8%)       | Gianfranco Morra (32,0%)           | Carduccio Parizzi (1,6%)   | Renato Albertini (Rifondazione Comunista) (8,8%) Pierluigi Copercini (Lliga Nord) (3,8%) | Pier Luigi Bersani                       |
| Laci           | Piero Badaloni (48,1%)          | Alberto Michelini (48,0%)          | Primo Mastrantoni (2,2%)   | Giuseppe Umberto Rauti (Mov. Soc. Tricolore) (1,7%) | Arturo Osio                              |
| Ligúria        | Giancarlo Mori (42,4%)          | Sergio Magliola (38,0%)            | Vittorio Pezzuto (1,7%)    | Giacomo Chiappori (Lliga Nord) (6,6%) Giuseppe Tarantino (Rifondazione Comunista) (8,6%) Bruno Ravera (Front Autonomista) (0,3%) Elisabetta Fatuzzo (Pensionati) (2,4%)                         | Giancarlo Mori                           |
| Llombardia     | Diego Masi (27,6%)              | Roberto Formigoni (41,6%)          | Marco Pannella (2,4%)      | Francesco Speroni (Lliga Nord) (17,7%) Giuseppe Carlo Torri (Rifondazione Comunista) (8,2%) Carlo Fatuzzo (Pensionati) (2,0%)                                                                   | Paolo Arrigoni (Lliga Nord)              |
| Marques        | Vito D'Ambrosio (51,6%)         | Stefano Bastianoni (38,9%)         | Ruggero Morresi (1,1%)     | Luca Rodolfo Paolini (Lliga Nord) (0,9%) Paolo Polenta (Popolari) (6,4%) Achille Castignani (Mov. Soc. Tricolore) (2,0%)                                                                        | Gaetano Recchi                           |
| Molise         | Marcello Veneziale (50,5%)      | Quintino Vincenzo Pallante (49,9%) |                            | | Giovanni Di Giandomenico                 |
| Piemont        | Giuseppe Pichetto (35,2%)       | Enzo Ghigo (39,7%)                 | Carmelo Palma (2,0%)       | Domenico Comino (Lliga Nord) (11,1%) Giovanni Alasia (Rifondazione Comunista) (9,3%) Renzo Rabellino (Piemonte Naz. Europa) (1,0%) Alessandro Lupi (Verdi) (1,7%)                               | Gian Paolo Brizio (Democràcia Cristiana) |
| Pulla          | Mirenzi Luigi Ferrara (45,8%)   | Salvatore Distaso (49,8%)          | Marco Pannella (1,3%)      | Anselmo Ciuffoletti (Mov. Soc. Tricolore Lega d'Az.Merid.) (2,2%) | Giuseppe Martellotta                     |
| Toscana        | Vannino Chiti (50,1%)           | Paolo Del Debbio (36,1%)           | Vincenzo Donvito (1,4%)    | Luciano Ghelli (Rifondazione Comunista) (12,4%) | Vannino Chiti (Ulivo)                    |
| Úmbria         | Bruno Bracalente (59,9%)        | Riccardo Pongelli (39,9%)          | Mauro Fonzo (1,1%)         | | Claudio Carnieri                         |
| Vèneto         | Ettore Bentsik (32,3%)          | Giancarlo Galan (38,2%)            | Emilio Vesce (1,4%)        | Alberto Lembo (Lliga Nord) (17,5%) Paolo Cacciari (Rifondazione Comunista) (6,9%) Giorgio Panto (Nuova It.-Aut. Veneta) (3,7%)                                                                  | Aldo Bottin                              |

Font:
- Ministeri de l'Interior d'Itàlia (sito Arxivat 2009-01-26 a Wayback Machine.)